# Fabio Parra
Fabio Enrique Parra Pinto (Sogamoso, 22 novembre 1959) è un ex ciclista su strada colombiano.
Professionista dal 1985 al 1992, conta due successi di tappa alla Vuelta a España, due al Tour de France e un titolo nazionale.

## Carriera
Segnalatosi già tra i dilettanti nella Vuelta a Colombia, passa professionista nel 1985 con il team Café de Colombia.
Soprannominato il condor delle Ande ed appartenente ad una famiglia di corridori (fratello maggiore di Humberto e Iván) si impose all'attenzione del grande pubblico già nel primo anno da pro, vincendo una tappa al Tour de France e conquistando la maglia bianca di miglior giovane nella Grande Boucle.
E fu proprio nelle corse a tappe che ottenne i suoi successi: due tappe al Tour de France, dove salì sul terzo gradino del podio nell'edizione 1988, e due alla Vuelta a España dove, in sette partecipazioni, si classificò sempre tra i primi otto, giungendo secondo nel 1989 a soli 35" dal vincitore Pedro Delgado.

## Palmarès
- 1980 (dilettante)

8ª tappa Vuelta a Colombia
- 1981 (dilettante)

9ª tappa Vuelta a Colombia
Vuelta a Colombia
- 1982 (dilettante)

11ª tappa Vuelta a Colombia
- 1985

12ª tappa Tour de France
Campionati colombiani, Prova in linea
Vuelta Cundinamarca
12ª tappa Vuelta a Colombia
- 1986

Vuelta a Boyacà
- 1987

Clásico RCN
- 1988

12ª tappa Vuelta a España
11ª tappa Tour de France
- 1989

12ª tappa Vuelta a Colombia
- 1991

13ª tappa Vuelta a España (Ezcaray > Valdezcaray cronometro individuale)
- 1992

11ª tappa Vuelta a Colombia
Vuelta a Colombia

### Altri successi
- 1985

Classifica giovani Tour de France

## Piazzamenti

### Grandi Giri
- Tour de France

1985: 8º
1986: ritirato
1987: 6º
1988: 3º
1989: ritirato
1990: 13º
1991: ritirato
1992: ritirato
- Vuelta a España

1985: 5º
1986: 8º
1988: 5º
1989: 2º
1990: 5º
1991: 5º
1992: 7º

### Competizioni mondiali
- Campionati del mondo

Ronse 1988 - In linea: ritirato
Chambery 1989 - In linea: ritirato
- Giochi olimpici

Los Angeles 1984 - In linea: 21º